# Cheung Sai Ho
Cheung Sai Ho (Hong Kong, 27 agosto 1975 – Hong Kong, 22 aprile 2011) è stato un calciatore hongkonghese di ruolo centrocampista.

## Biografia
È morto suicida il 22 aprile 2011, gettandosi dal 36º piano di un grattacielo di Hong Kong. Era sposato.

## Carriera

### Club
Ha giocato dal 1992 al 1996 al South China. Nel 1996 è passato all'Happy Valley, in cui ha militato per 12 anni. Nel 2008 è stato acquistato dal Wing Yee. Nel 2010, dopo un periodo al Lam Pak,è tornato al Wing Yee. Fino al 2009 ha detenuto il record del gol più veloce della storia, battuto nel 2009 da Nawaf Al-Abed.

### Nazionale
Ha debuttato in nazionale nel 2000. Ha collezionato in totale, con la maglia della nazionale, 35 presenze e 8 reti.